# ناحیه بلجوان
ناحیهٔ بَلجُوان (به تاجیکی: Ноҳияи Балҷувон) ناحیه‌ای واقع در ولایت ختلان کشور تاجیکستان است.
این ناحیه در سال میلادی ۲۰٬۴۸۶ نفر جمعیت داشت. در تاجیکستان، واژهٔ ناحیه برابر و هم‌معنی با واژهٔ شهرستان در ایران می‌باشد.
مرکز این ناحیهٔ، جماعت و شهرک بلجوان است که در ۱۹۰ کیلومتری جنوب شهر دوشنبه و در کرانهٔ رود شوراب‌دریا (Шӯробдарё) واقع شده‌است. مردم این ناحیه به لهجه‌ای از زبان فارسی تاجیکی سخن می‌گویند.
ناحیهٔ بلجوان در تاریخ ۱۶ مارس ۱۹۳۸ در بخشی از ولایت کولاب در جمهوری شوروی سوسیالیستی تاجیکستان تأسیس شد.

## بخش‌ها
جماعت‌های این ناحیه بشرح زیر است:
| بخش‌های شهرستان بلجوان |       |
| بخش                   | جمعیت |
| شهرک بلجوان           | ۳۶۶۰  |
| دِکتور                 | ۵۲۱۹  |
| ساری‌حصار              | ۴۲۱۸  |
| ساتالمیش              | ۳۶۱۴  |
| تاجیکستان             | ۳۷۷۵  |

## پیشینه
کاوش‌های باستان‌شناسی در شهر کوروکسای، در نزدیکی بلجوان امروزی نشان می‌دهد که این محل ۸۰۰ تا ۲۰۰ هزار سال پیش پوشش گیاهی استپی داشته‌است و دشت بی‌درختی بوده که در آن حیواناتی چون ببر تیزدندان، زرافه، اسب، کرگدن، میمون و فیل باستانی زندگی می‌کرده‌اند.
بلجوان در دوران‌های گوناگون بخشی از شاهنشاهی ایران بود و بیش از یک هزار سال پیش بخشی از دولت سامانی به‌شمار می‌آمد. این منطقه در دهه ۶۰ سده نوزدهم ضمیمه امارت بخارا شد و تبدیل به یکی از بیگ‌نشین‌های این امارت شد.